# Ostravská brána
Ostravská brána je polyfunkční bytový dům v historickém centru Ostravy realizovaný v letech 2008-2010 podle projektu architektonické kanceláře Kuba & Pilař architekti z let 2006-2007.

## Stavba
V domě se nachází 36 bytů v dispozičním řešení 2+kk až 4+kk o velikostech obytné plochy od 63 do 119 m², které jsou situovány do 2.–5. podlaží. První nadzemní a první zvýšené podlaží domu je vyhrazeno komerčním prostorám a technickému zázemí domu. V podzemí se nachází halová garáž pro 30 osobních vozů.

## Historie místa
V těsné blízkosti domu stojí pozůstatek jedné z nejstarších staveb v Ostravě – padesát metrů dlouhý a čtyři metry vysoký zbytek městské hradby ze 14. století. Hradební zeď zahrnovala celkem čtyři brány, z nichž hlavní – Kostelní brána stála v Kostelní ulici u kostela sv. Václava a procházela jí cesta k mostu přes Ostravici do Slezské Ostravy a na Těšínsko.

## Soutěže a ocenění
- Grand Prix architektů 2011 - cena v kategorii novostavba[3]
- Realitní projekt roku 2011 - cena odborné poroty za 3. umístění v České republice a 1. umístění v Moravskoslezském kraji[4]
- Stavba Moravskoslezského kraje 2010 - cena odborné poroty za urbanismus[5]
- Stavba roku 2010 - dům postoupil do 2. kola[1]
- čestné uznání v soutěži Dům roku 2010 vyhlášené městem Ostravou[6]